# برسية بيروية
برسية بيروفية (الاسم العلمي:Gnaphalium peruvianum) هي نوع من النباتات تتبع جنس البرسية من الفصيلة النجمية.